# Valentův mlýn (Záblatí)
Valentův mlýn se nalézá nedaleko Lomnice nad Lužnicí ve vesnici Záblatí u Ponědraže v okrese Jindřichův Hradec. Jde o českou nemovitou kulturní památku chráněnou od roku 2020.

## Popis
Renesanční mlýn se nachází na pravém břehu Zlaté stoky při západním okraji vesnice v blízkosti Záblatského rybníka. Vede k němu příjezdová cesta od jihu. Podél východní zdi mlýna tekl náhon, který je dle dostupných fotografií už zřejmě zasypán. Objekt se skládá z jednopatrové severní budovy a dvoupatrové jižní. Na západní fasádě jsou zachovaná sgrafita ve tvaru obdélníkovitých psaníček, ve štítu budovy je dosud patrný schwarzenberský znak, jehož zhotovení je připsáno Šalamounu Gottfriedovi. Na průčelí pod střechou se nacházejí štítky datované „1926“ a „1575“.  V jižní části k areálu přiléhá novodobá přístavba domu čp. 63, kde stávala dnes již neexistující pekárna, která byla odstavena v roce 1950. Nahradila předchozí provozovnu pily. V roce 1926 bylo hlavní budově mlýnu přistavěno druhé patro.
V interiéru objektu se dochovala zaklenutá renesanční síň, konstrukce ve mlýnici i technologické vybavení s několika místními zvláštnostmi. Původní kamenná vodní kola nahradila Francisova turbína až v roce 1930.

## Historie
Vodní mlýn nechal založit v roce 1575 Vilém z Rožmberka na doporučení Jakuba Krčína v souvislosti s dokončováním Zlaté stoky a rozšířením Záblatského rybníka. Výstavbou v místech, kde snad v minulosti stával klášter, byl pověřen mlynář Matěj Nosek. Do roku 1958 mlýn provozoval rod Tobiáše Charváta, který si jej pronajal od  Schwarzenbergů. Na jižní straně stála od roku 1815 dřevěná pila zlikvidovaná v roce 1932, v roce 1905 byla přistavěna čistírna s loupačkou.
Mlýn stihlo několik požárů (v letech 1615, 1690 a 1897), rekonstrukce jsou doloženy v období klasicismu, v druhé polovině 19. století a ve 20. letech 20. století. Poslednímu majiteli, který v mlýně provozoval živnost, Miloši Valentovi, byl objekt po komunistickém puči v roce 1948 znárodněn, restituce se kvůli úmrtí v roce 1987 nedočkal. V roce 1955 pak byla činnost mlýna definitivně ukončena.
V lednu 2021 byl objekt čp. 24 na webu Českého úřadu zeměměřického a katastrálního vedený jako rodinný dům chráněný jako nemovitá kulturní památka v chráněné krajinné oblasti.

## Zajímavosti
- Objekt na svých cestách využívali majitelé rožmberského panství.[3]
- Mezi budovou mlýna a cestou vedoucí po hrázi Záblatského rybníka je umístěn malý kovový kříž.[8]
- Na místě prý dříve stával klášter, z něhož jeptišky podzemní chodbou utekly před Janem Žižkou do nedalekého lomnického hradu, zabití však neunikly. Podle jiné pověsti prý tato chodba vedla do Opatovického mlýna u Třeboně.[6]

## Další fotografie

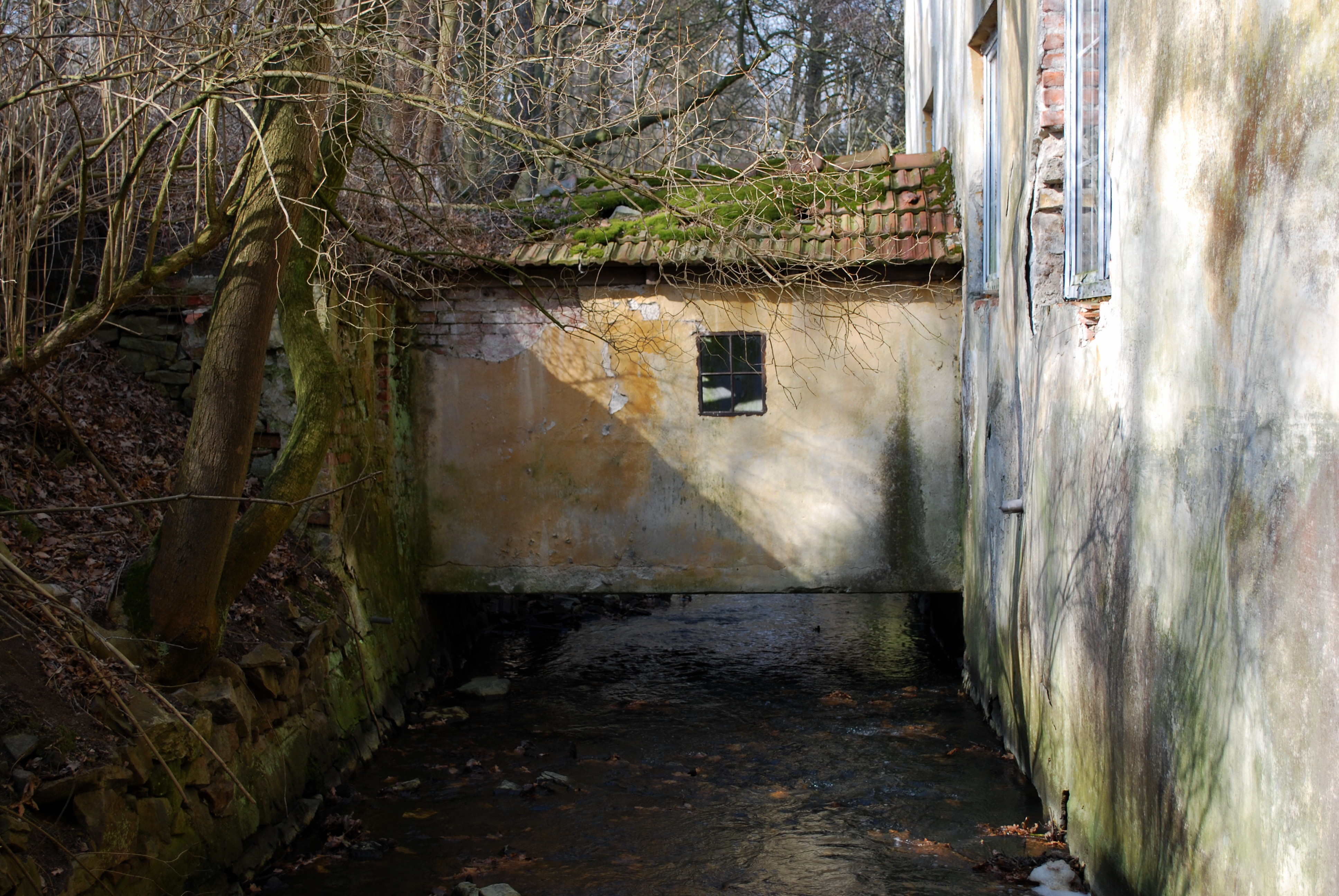
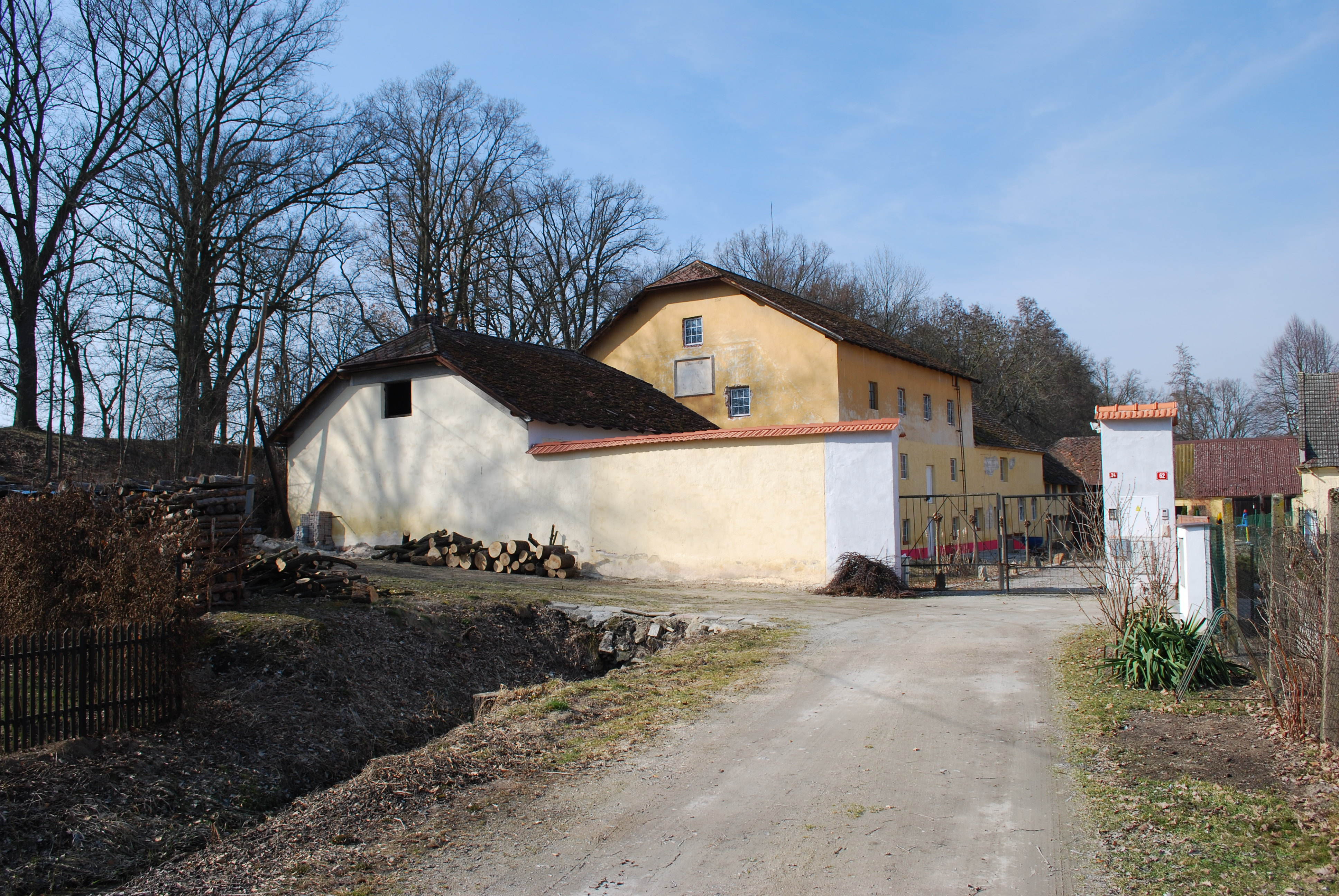
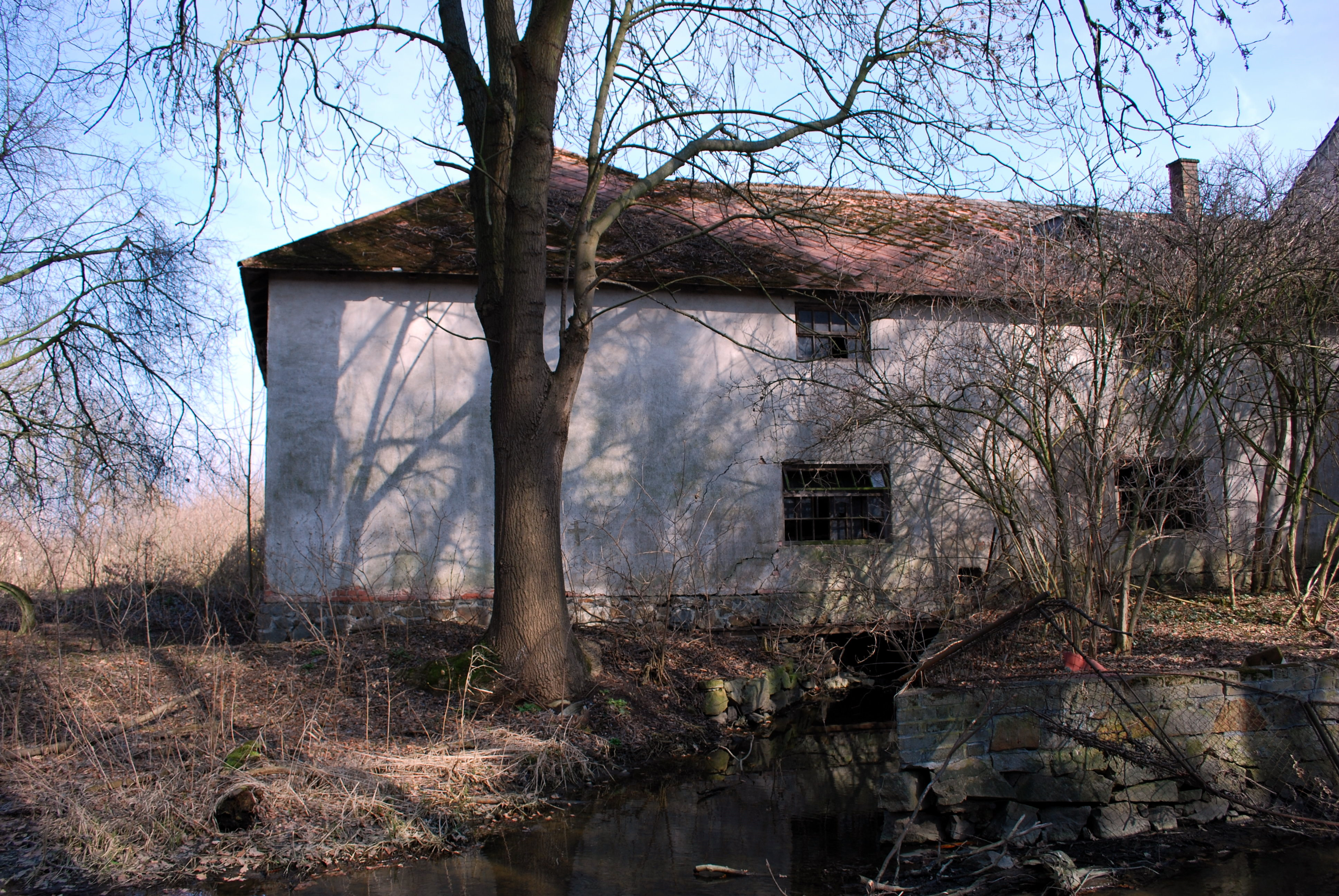
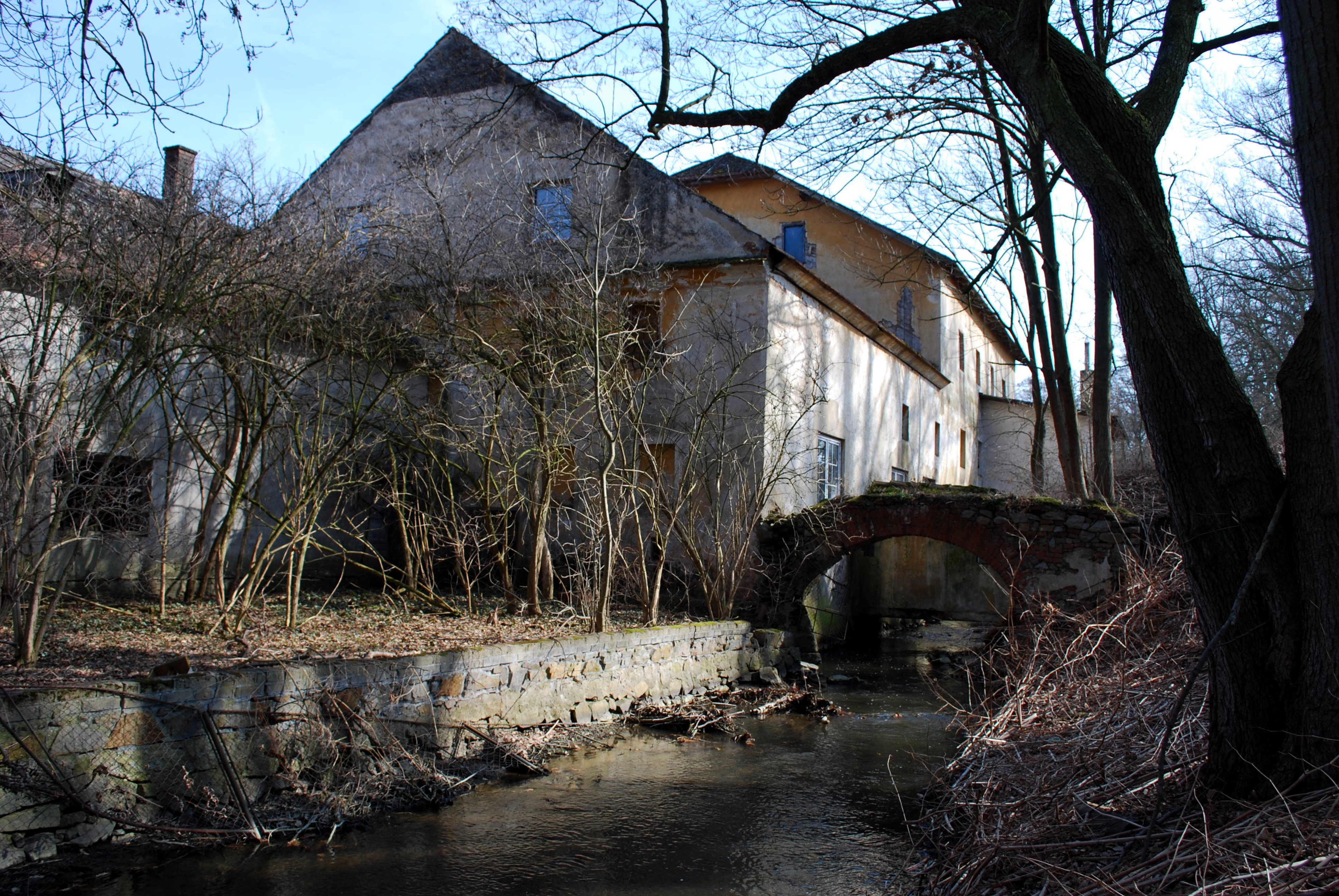
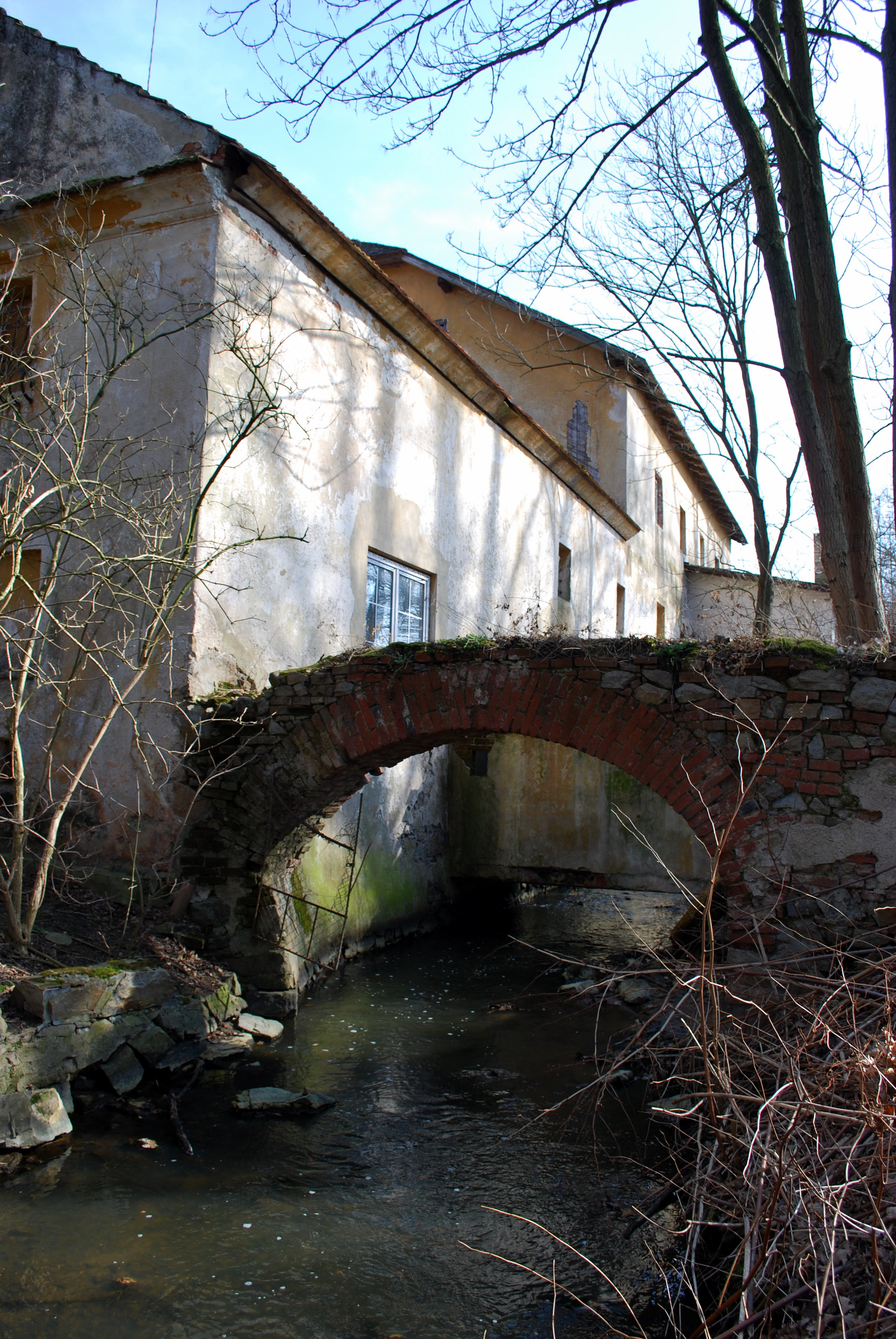